# Bunty i Babli
Bunty i Babli – film przygodowy produkcji indyjskiej wyreżyserowany w 2005 roku przez Shaada Alego, autora Saathiya i Jhoom Barabar Jhoom (na podstawie opowiadania Adityi Chopra). Jest to pierwszy film, w którym Amitabh Bachchan wystąpił wraz z synem Abhishekiem Bachchanem.

## Fabuła
Rakesh Trivedi (Abhishek Bachchan) to jedyny syn konduktora (Raj Babbar). Żyje w małym miasteczku Fursatganj w Uttar Pradesh. Vimmi Saluja (Rani Mukerji) mieszka w małym miasteczku Pankhipur w Pendżabie w rodzinie Sikhów. Obydwoje ambitni, z marzeniami o sławie, wielkich pieniądzach i życiu na wysokiej stopie. On marzy o interesie, który w ciągu nocy zrobi z niego milionera. Ona śni sen o byciu super modelką i aktorką uwielbianą przez tłumy. Tymczasem jego rodzice naciskają na niego, aby poszedł w ślady ojca i zabezpieczył swoją przyszłość podejmując się pewnej pracy konduktora na kolei. Jej rodzice zdecydowali wydać ją za mąż za mężczyznę z sąsiedniego miasteczka. Oboje nie znając się, w tym samym czasie postanawiają walczyć o spełnienie swych marzeń. Uciekają z domu kierując się w stronę Mumbaju – miasta nadziei, szansy na karierę. Wkrótce okazuje się, że nie można wybić się i szybko i uczciwie. Spotkawszy się na stacji kolejowej w Lucknow zawierają układ. Postanawiają zdobyć wielkie pieniądze oszustwami. Przebrani za przewodników turystycznych, kapłanów, inspektorów uzyskują coraz większy mir w całym kraju. Zmieniwszy imiona na Bunty i Babli stają się osławioną w gazetach parą uroczych oszustów, którym udaje się np. naiwnemu milionerowi "sprzedać" Tadź Mahal. Z czasem łączy ich nie tylko biznes, ale i przyjaźń, a potem miłość ukoronowana małżeństwem zawartym w Agrze. Bez kapłana i świadków obiecują sobie wieczną miłość. Gdy okazuje się, że Babli spodziewa się dziecka, stają przed wyborem. Dalej włóczyć się po kraju od oszustwa do oszustwa obawiając się wciąż złapania, czy osiąść gdzieś, aby w spokoju bez przygód wychowywać dziecko i cieszyć się rodziną. Zanim podejmą decyzję co do przyszłości, będą musieli skonfrontować się ze ścigającym ich zawzięcie oficerem policji Dashrathem Singhem (Amitabh Bachchan).

## Obsada
- Abhishek Bachchan – Rakesh / Bunty
- Rani Mukerji – Vimmi / Babli
- Amitabh Bachchan – DCP Dashrath Singh
- Aishwarya Rai – występ specjalny (piosenka Kajra Re)
- Raj Babbar – Ojciec Rakesha
- Tania Zaetta – Kate
- Ravi Baswani
- Prem Chopra
- Puneet Issar
- Kiran Juneja
- Pratima Kazmi
- Kunal Kumar
- Liliput
- Yunus Parvez – Właściciel hotelu
- Ranjeet – Właściciel sklepu
- Rameshwari
- Veerendra Saxena
- Rajesh Vivek

## Soundtrack
Ścieżkę dźwiękową do filmu stworzyło trio Shankar-Ehsaan-Loy.
Utwory:
- Dhadak Dhadak
- Chup Chup Ke
- Nach Baliye
- Bunty Aur Babli
- B'n'B
- Kajra Re

## Nagrody i nominacje
- Nagroda Filmfare za najlepszy tekst piosenki – Sampooran Singh Gulzar za "Kajra Re".
- Nagroda Filmfare za Najlepszą Muzykę – Shankar-Ehsaan-Loy
- Nagroda Filmfare za Najlepszy Playback Kobiecy – Alisha Chinoi za "Kajrare".
- Screen Weekly Nagroda Dla Najlepszej Pary 2005 – Abhishek Bachchan i Rani Mukerji

### Nominacje do
- Nagrody Filmfare dla Najlepszego Aktora – Abhishek Bachchan
- Nagrody Filmfare dla Najlepszego Aktora Drugoplanowego – Amitabh Bachchan
- Nagrody Filmfare dla Najlepszej Aktorki – Rani Mukerji
- Nagrody Filmfare dla Najlepszego Filmu
- Nagroda Filmfare za najlepszy tekst piosenki – Sampooran Singh Gulzar za "Chup Chup Ke".